# الدوري المالطي الممتاز
الدوري المالطي الممتاز (بالمالطية: Premier League Malti) هي الدرجة الممتازة لكرة القدم في مالطا، ويشارك في الدوري الممتاز 10 أندية. وتم تأسيسه في عام 1909.